# عزرا ميكر
عزرا ميكر (بالإنجليزية: Ezra Meeker)‏ (و. 1830 – 1928 م) هو مستكشف، ومؤلف، و{{عضو مجموعة ضغط أمريكي، ولد في مقاطعة بتلر، أوهايو، كان عضوًا في الحزب الجمهوري، توفي في سياتل، عن عمر يناهز 98 عاماً.